# Temporada de tufões no Pacífico de 1956
A temporada de tufões no Pacífico de 1956 não tem limites oficiais; durou o ano todo em 1956, mas a maioria dos ciclones tropicais tende a se formar no noroeste do Oceano Pacífico entre junho e dezembro. Essas datas delimitam convencionalmente o período de cada ano em que a maioria dos ciclones tropicais se forma no noroeste do Oceano Pacífico.
O escopo deste artigo é limitado ao Oceano Pacífico, ao norte do equador e a oeste da Linha Internacional de Data. As tempestades que se formam a leste da linha de data e ao norte do equador são chamadas de furacões; veja a temporada de furacões de 1956 no Pacífico. As tempestades tropicais formadas em toda a bacia do Pacífico Ocidental receberam um nome do Fleet Weather Center em Guam.

## Sistemas
Um total de 39 ciclones tropicais ocorreram na Bacia do Pacífico Ocidental. De todos os 39 ciclones tropicais ocorridos, 23 atingiram a força da tempestade tropical, 15 atingiram a força do tufão, e 3 atingiram a força do super tufão. O resto das tempestades, tais como depressões e tempestades tropicais não numeradas e sem nome, são apenas classificadas pela CMA, enquanto a JMA é por vezes rara antes dos anos sessenta - setenta.

### Tufão Sarah
O tufão Sarah formou-se a uma latitude baixa a 21 de março e tomou um rumo geralmente noroeste. No dia 31 à medida que se aproximava das ilhas filipinas, abrandou e em seguida inverteu a sua direção, dissipando-se a 4 de abril.

### Tempestade Tropical 02W
A Tempestade Tropical 02W formou-se a 10 de abril. Atingiu as Filipinas como uma depressão tropical. Avançou para oeste, atingindo Vietname, dissipando-se a 15 de abril.

### Tufão Thelma
A 16 de abril, Thelma formou-se perto do local de formação do tufão Sarah. Thelma atingiu as Ilhas Filipinas a 21 de abril e passou perto de Formosa a 23 de abril, tendo depois atingido o Japão. A Central Meteorológica da Frota dos EUA em Guam parou de seguir Thelma a 25 de abril.

### Tufão Wanda
Uma depressão tropical desenvolveu-se a sudoeste de Guam em 25 de julho. Movia-se de norte para nordeste, passando a leste das Marianas do Norte. Em 27 de julho, intensificou-se para uma tempestade tropical e foi designada Wanda. No mesmo dia, a tempestade virou-se mais para oeste, conduzida pela crista subtropical a norte. O vento fraco e as águas quentes permitiram que Wanda se intensificasse constantemente, evoluindo para um tufão intenso enquanto em 30 de julho, os aviões de reconhecimento registaram uma pressão mínima de 902 mbar (26.6 inHg), e os ventos de pico foram estimados em 295 km/h (185 mph). Depois de passar pelas Ilhas Miyako, Wanda enfraqueceu ligeiramente e atravessou o Mar da China Oriental. Em 1 de agosto, o tufão fez um desembarque na China Oriental perto de Zhoushan, Zhejiang, produzindo uma pressão de 923 mbar (27.3 inHg); esta foi a pressão mais baixa registada na China a partir de um ciclone tropical. Wanda enfraqueceu lentamente enquanto progredia através da China, dissipando-se em 5 de agosto.
Taipé em Taiwan registou 297.3 mm (11.70 in)} de chuva durante três dias, enquanto o tufão passou para o norte. Ao longo da costa de Zhejiang, Wanda produziu uma onda de tempestade de 5.02 m (16.5 ft)} que destruiu 465 muralhas e 902 barcos. A tempestade também inundou campos de cultivo, destruindo 20.380 toneladas de trigo. Através de Zhejiang, 2,2 milhões de casas e 38,5% das estradas principais foram danificadas durante a tempestade. A nível nacional, Wanda matou 4.935 pessoas e feriu 16.617 outros.

### Tufão Dinah
O tufão Dinah foi formou-se a 25 de agosto. A tempestade aumentou rapidamente antes de atingir o norte de Taiwan. O tufão fez um desembarque em Fujian antes de virar através da China e Coreia do Norte. Desapareceu sobre a União Soviética/Rússia a 5 de Setembro.

### Tufão Emma
Emma foi um tufão poderoso que trouxe ventos de 233 km/h (145 mph) e 560 mm (22 in) de chuva a Okinawa (então território americano das Ilhas Ryukyu) e Coreia do Sul. Emma deixou 77 pessoas mortas e mais de 8 milhões de dólares (1956 USD) em prejuízos.
Formada a partir de uma perturbação tropical perto das Ilhas Marianas, Emma virou-se para sudoeste antes de ganhar o estatuto de tufão a 3 de setembro. Emma voltou então a aparecer após alcançar o estatuto de categoria 3. Movendo-se para oeste-noroeste, Emma atingiu um pico de intensidade de 249 km/h (155 mph) ao contornar Okinawa. Emma também escovou a Coreia do Sul e Kyushu como um forte tufão de categoria 3. Em Kyushu, Emma trouxe 560 mm (22 in) de chuva que causou extensas inundações com 34 pessoas mortas e milhares sem abrigo. Na Coreia do Sul, Emma afundou dezenas de navios e naufragou casas e edifícios. No total, 42 pessoas estavam mortas e 35 desaparecidas, a maioria delas eram pescadores. Em Okinawa, a maioria dos alertas com a frente de tufão estavam a escolher evacuar ou aparafusar as persianas de tempestade e a arrumar equipamento de luz. Uma forte corrente de escape tinha esmagado os soldados e todos os onze fuzileiros navais morreram afogados. Quando Emma atingiu Okinawa, trouxe rajadas de 233 km/h (145 mph) que rasgaram as pistas e esmagaram os hangares. As fortes chuvas trouxeram inundações que danificaram casas e edifícios. Um total de 1.059 milímetros caiu na Base Aérea de Kadena em 21 horas no dia 8 de setembro. A ilha de Okinawa território dos Estados Unidos foi duramente atingida por Emma. Numerosos aviões, pistas de descolagem e quartéis foram danificados. A Emma deixou a ilha destroçada, deixando 8 milhões de dólares americanos (1956 dólares americanos em danos). Emma dissipou-se então a 11 de setembro. Emma foi um dos vários tufões que causaram danos significativos a Okinawa durante meados da década de 1950.

### Tufão Freda
Freda atingiu Taiwan e a China. Os seus remanescentes espalharam-se até às ilhas do Alasca.

### Tufão Harriet
Harriet formou-se a 19 de setembro. Foi um tufão moderadamente poderoso que trouxe ventos fortes e de 180 km/h (110 mph) ao Japão. O tufão destruiu 600 edifícios e matou 38 pessoas. Harriet atravessou então o Mar do Japão antes de fazer um segundo desembarque na Coreia do Sul. Ali, a tempestade trouxe fortes chuvas e ventos rajados antes de se dissipar a 27 de setembro. Harriet matou 53 pessoas e deixou 50 milhões de dólares (1956) de prejuízos.

### Tufão Mary
Mary foi um tufão de curta duração que nunca afectou a terra.

### Tufão Nadine
Nadine foi um tufão que parou e depois enfraqueceu, Nadine nunca chegou a terra.

### Tufão Olive
O tufão Olive atravessou as Filipinas como um furacão.

### Tufão Polly
A última tempestade da época, Polly formou-se a 7 de dezembro. Atingiu o seu pico de intensidade com ventos de 105 mph. Fez landfall nas Filipinas como um tufão de categoria 2, o que levou a Polly a enfraquecer para uma tempestade tropical e a dissipar-se. Nas Filipinas, Polly trouxe ventos de 105 mph e chuvas de 11 polegadas nas Filipinas em 8 de dezembro. O tufão matou 79 pessoas e deixou 2,5 milhões de dólares (1956 dólares) em prejuízos.

## Nomes das tempestades
Estes são os nomes utilizados em 1956. Este é o mesmo utilizado na época de 1952, com excepção de Jean, Lucille e Nadine que substituíram Jeanne, Lois e Nona.
| - Sarah - Thelma - Vera - Wanda - Amy - Babs - Charlotte | - Dinah - Emma - Freda - Glida - Harriet - Ivy - Jean | - Karen - Lucille - Mary - Nadine - Olive - Polly |